# Dekontaminationslastkraftwagen Geräte
Der Dekontaminationslastkraftwagen Geräte (kurz: Dekon-LKW G oder kurz auch Dekon G bzw. Dekon-G) war ein geplantes Dekontaminationsfahrzeug des deutschen Zivil- und Katastrophenschutzes, welches für den Einsatz bei Gefahrstoffunfällen beziehungsweise ABC-Schadenslagen gedacht war, aber niemals zu Ende geplant wurde. Seine Beladung war auf die Dekontamination von Flächen, Fahrzeugen und Geräten ausgelegt.

## Aufgaben
Aufgaben des Dekon-LKW G hätten sein sollen:
- Dekontamination von Feuerwehrausrüstung,
- Dekontamination von Fahrzeugen,
- Dekontamination von Werkzeug und anderen Geräten.

## Kurzbezeichnung
Die Kurzbezeichnung für den Dekontaminationslastkraftwagen Geräte lautete Dekon-LKW G, dabei bedeutete:
- Dekon = Dekontamination,
- LKW = Lastkraftwagen,
- G = Geräte.

## Hintergrund und Konzept
Seit Anfang der 1970er-Jahre gehört das Dekontaminationsmehrzweckfahrzeug (DMF) zum Aufgabenbereich ABC-Schutz des Katastrophenschutzes. In der Beladung des DMF ist Ausrüstung zur Dekontamination sowohl von Personen als auch von Geräten vorhanden.
Seit Mitte der 1990er-Jahre war geplant, das DMF durch zwei Fahrzeugtypen zu ersetzen, um die Dekon-Komponenten Personen und Geräte unabhängig voneinander einsetzen zu können. Der Gerätewagen Dekontamination Personal wurde bereits seit 1998 beschafft, das Konzept für den Dekon-LKW G wurde damals noch erarbeitet. Während der Planungsphase diente das Dekontaminationsmehrzweckfahrzeug als Platzhalter für den Dekon-LKW G.
Im aktuellen Ausstattungskonzept, das zwischen Bund und Ländern im Jahr 2007 abgestimmt wurde, ist kein Fahrzeug oder Ausstattung zur Geräte-Dekontamination mehr vorgesehen. Für das in den achtziger Jahren beschaffte Dekontaminationsmehrzweck-Fahrzeug (DMF) wird es also auf absehbare Zeit keinen Ersatz geben. Die Aufgaben werden also nach wie vor durch ein DMF oder anderes geeignetes Einsatzmittel wahrgenommen. Dementsprechend wurde auch nie ein Prototyp des Dekon-LKW G vorgestellt.
Da die jüngsten DMF von Anfang der 1980er Jahre stammen und schon einige Exemplare altersbedingt außer Betrieb genommen werden mussten, wurden an einigen Stellen auf Gemeinde- oder Kreisebene eigene Konzepte für eine Dekon-G-Komponente als Ergänzung zum Dekon-LKW P des Katastrophenschutzes entwickelt. So wurden beispielsweise mit dem verbreiteten Dekon-LKW P nach BA 1013/1998 baugleiche Pritschenwagen mit einer zusätzlichen Beladung ausgestattet, vereinzelt wurden auch Fahrzeuge auf Basis eines GW-L entsprechend beladen. Bei Berufsfeuerwehren sind häufig Dekon-P- und Dekon-G-Komponente auf einem Abrollbehälter vereint.